# Budova Slovenské televize
Budova Slovenské televize je výšková budova v bratislavské lokalitě Mlynská dolina v katastrálním území městské části Karlova Ves, původně sloužící pro potřeby Československé a později Slovenské televize. Byla dostavěna v roce 1975, má 28 pater a výšku 107,5 metrů. Dlouhou dobu se jednalo o nejvyšší budovu na Slovensku i v celém bývalém Československu a v rámci Slovenska ji překonala až budova Národní banky Slovenska v roce 2002. V současnosti je vrchní část budovy opuštěná a hledá se pro ni nové využití.

## Historie
V roce 1964 se dvojice architektů Jozef Struhař a Václav Čurilla stala výhercem architektonické soutěže na nový moderní bratislavský komplex Československé televize, která do té doby sídlila v několika prostorách na různých místech Bratislavy – Struhař se pak projektu věnoval přibližně patnáct let. Dne 5. dubna 1965 se začala výstavba areálu; I. etapa (tři vysílací studia o rozloze 950 m² a obslužná pracoviště) byla dokončena 25. listopadu 1970 a celkové náklady na její výstavbu dosáhly 135 milionů Kčs. II. etapa s výškovou budovou byla dostavěna 11. prosince 1975 (u příležitosti 30. výročí Slovenského národního povstání) a náklady dosáhly 150 milionů Kčs.
Samotná budova měla 28 podlaží, výšku 107,5 metru a byla navržena jako ocelový skelet s železobetonovým jádrem. Po obou svislých bocích se nacházely železobetonové zešikmené plochy, jež nahradily původně plánovaný mozaikový obklad. Byla projektována pro 1400 programových a administrativních pracovníků televize; nacházely se zde také umělecko-technické dílny, dvě vysílací pracoviště uměleckého obsahu, garáže a v jejím horním podlaží se nacházela sauna, vyhlídková restaurace a ředitelský salónek.
Závěrečná, III. etapa se velkým studiem (1000 m²) pro velké zábavní pořady byla dokončena v roce 1981. S celkovou rozlohou studií téměř 2000 m² se celý komplex stal jedním z největších ve střední Evropě, přičemž bylo dokonce plánováno další rozšíření o zpravodajský blok.
Po roce 1989 počet zaměstnanců televize postupně klesal a v roce 2003 navrhl tehdejší ředitel STV Richard Rybníček opuštění budovy z důvodu chybějících financí na její nutnou rekonstrukci; k rychlému vystěhování ovšem nakonec nedošlo. V roce 2005 se uvažovalo o prodeji budovy, jejíž hodnota byla vyčíslena na 193 milionů slovenských korun. Problém s nedostatečným rozpočtem STV a vysokými provozními náklady na budovu přetrvával i nadále a v roce 2010 ředitel Štefan Nižňanský opětovně navrhl odprodej a přestěhování pracovišť televize do jiných prostor. Míra využívání stavby se nicméně postupně snižovala až na prvních 11 podlaží a v roce 2015 byla definitivně opuštěna celá budova; tou dobou v ní pracovalo posledních 180 pracovníků.
V současnosti (2020) plánuje vedení RTVS postupnou rekonstrukci celého areálu včetně bývalé budovy STV. Bratislavský magistrát při svém mapování brownfieldů na území hlavního města zařadil stavbu mezi významné objekty, hodné památkové péče.